# Золтан Плетл
Золтан Плетл (Суботица, 6. март 1969) југословенски је и српски филмски, телевизијски и позоришни глумац. Истакао се улогама у филмовима Она је жива (2016), Кајмак и мармелада (2003) и Танго је тужна мисао која се плеше (1997).

## Биографија
Золтан Плетл је рођен 6. марта 1969. године у Суботици. Глума га је занимала од раног узраста. У позориштима је наступао од 1984. Дипломирао је на Академији уметности у Новом Саду 1995.
Игра (или је играо) у представама: Црвена: Самоубиство нације, Пут у Никарагву, У логору, Галеб, 0.1mg, Ричард III.
Золтан је 1997. добио улогу у филму Танго је тужна мисао која се плеше. Године 2003, имао је ролу у словеначком филму Кајмак и мармелада. Четири године касније, 2007, глумио је у мађарској ТВ серији Tüzvonalban. Плетл је 2016. постигао улогу у филму Она је жива.

## Филмографија
| Год.   | Назив                              | Улога          |
| ------ | ---------------------------------- | -------------- |
| 1990-е |                                    |                |
| 1997.  | Танго је тужна мисао која се плеше |                |
| 2000-е |                                    |                |
| 2003.  | Кајмак и мармелада                 | Сосед зајебант |
| 2007.  | Tüzvonalban                        | Јанек          |
| 2010-е |                                    |                |
| 2016.  | Она је жива                        |                |

### Позоришне представе
| Име                        | Улога |
| -------------------------- | ----- |
| Црвена: Самоубиство нације |       |
| Пут у Никарагву            |       |
| У логору                   |       |
| Галеб                      |       |
| 0.1mg                      |       |
| Ричард III                 |       |